# فرار از مدرسه
فرار از مدرسه داستان زندگی و اندیشه‌های ابوحامد محمد غزالی (فیلسوف، متکلم و فقیه ایرانی و از بزرگ‌ترین مردان تصوف سده پنجم هجری) است. این کتاب را عبدالحسین زرین‌کوب به شیوه زندگی‌نامه نویسی در سال ۱۳۵۳ به رشته تحریر درآورده و انتشارات امیرکبیر آن را به چاپ رسانده است.
در مورد کتاب می‌خوانیم که غزالی زندگی نسبتاً کوتاه اما آکنده از فعالیت و تحرک داشته و تحولات شگرف زندگی او تنوع وسیعی در آثارش ایجاد کرده و مخصوصاً تأثیر قابل ملاحظه‌ای در افکار و آثار علماء بعدی اسلام داشته است.
غزالی یکی از بزرگانی است که به نسبت زندگی‌نامه فکری را خود در کتاب ارجمند المنقذ من الضلال آورده و این زندگی‌نامه با قلم موشکاف و فخیم عبدالحسین زرین‌کوب با نثری روان و کم‌پیرایه در این کتاب آمده است.
بهاءالدین خرمشاهی در نقد این کتاب، فرار از مدرسه را ارزشمندترین اثر عبدالحسین زرین‌کوب می‌داند.